# سنتز آلدهید گروندمان
سنتز آلدهید گروندمان(به انگلیسی: Grundmann aldehyde synthesis) یک نام واکنش در شیمی آلی است که برای تولید آلدهید از آسیل هالید طی واکنش زیر استفاده می‌شود: